# Снарядный кризис 1915 года
Снарядный кризис (англ. Shell Crisis) — политический кризис 1915 года в Великобритании, вызванный непредвиденным сокращением запасов артиллерийских снарядов на фронтах Первой мировой войны, что было воспринято общественностью как неудовлетворительная работа военной промышленности страны, неспособной обеспечить британскую армию достаточным запасом боеприпасов, и повлекло за собой падение уровня доверия правительству.
Развитие кризиса совпало по времени с неудачным началом Галлиполийской кампании и стало одной из главных причин отставки правительства. Не желая идти на досрочные выборы, премьер-министр Герберт Асквит был вынужден дать согласие на формирование коалиционного правительства, состоящего из представителей его собственной Либеральной партии и консерваторов.

## Ход событий
После провала наступления на Обер-Ридж (эпизод второй битвы при Артуа), 9 мая 1915 года, главнокомандующий британскими войсками фельдмаршал Джон Френч в своём интервью корреспонденту The Times Чарльзу Репингтону отметил, что неудача связана с нехваткой артиллерийских снарядов. Репортаж о «снарядном скандале», опубликованный The Times в тылу, пестрил яркими деталями: «У нас недостаточно взрывчатых средств, чтобы сравнять вражеские окопы с землёй… Потребность в неограниченном количестве взрывчатки стала роковой преградой к нашему успеху». Таким образом, всё бремя ответственности возлагалось на британское правительство. Ещё более сенсационно выглядела версия событий в изложении Daily Mail, где прямо обвинялся государственный военный секретарь лорд Китченер, а статья вышла под заголовком «Трагическая ошибка лорда К».
Такой поворот событий сделал снарядный кризис одним из факторов, приведших к смене однопартийного либерального правительства Герберта Асквита. Хотя в дальнейшей истории Великобритании либералы ещё не раз входили в состав правительственной коалиции, однопартийного правительства Либеральной партии с мая 1915 года больше не существовало. Асквит сформировал новое коалиционное правительство. Контроль над военной промышленностью был передан новообразованному министерству вооружения, в котором должность министра вооружения досталась Дэвиду Ллойду Джорджу. Хотя лорд Китченер и сохранил за собой пост военного госсекретаря, за производством боеприпасов он уже не следил и постепенно был оттеснён на второй план в выборе военной стратегии государства.
Спустя пару месяцев после политического скандала, британский парламент принял Закон о вооружениях (англ. Munitions of War Act 1915), которым переводил частные оружейные предприятия в ведение министерства вооружения, наделив последнее правом регулировать заработную плату, рабочее время и условия труда на подчинённых заводах и фабриках. Кроме того, рабочие оружейных предприятий освобождались от призыва в армию. Таким образом, производство оружия в стране было полностью реструктуризовано.